# Eugenia cerasiflora
Eugenia cerasiflora är en myrtenväxtart som beskrevs av Friedrich Anton Wilhelm Miquel. Eugenia cerasiflora ingår i släktet Eugenia och familjen myrtenväxter. Inga underarter finns listade i Catalogue of Life.